# Carola
Carolina Alcântara, mais conhecida pelo nome artístico "Carola", é uma DJ e produtora musical brasileira. Conhecida por suas produções e performances cheias de energia que navegam pelos subgêneros da house music, Carola conquistou reconhecimento internacional ao longo de sua carreira, com apresentações em grandes festivais como Tomorrowland, Lollapalooza, pré-jogo da liga norte americana de futebol, a NFL, e lançamentos por selos musicais respeitados, dentre eles Insomniac e Armada. 

## Biografia
Nascida em 17 de novembro de 1992, em Porto Alegre, Rio Grande do Sul, Carola teve contato desde cedo com a música através do gosto eclético de sua mãe por rock e MPB, que embora distintos do caminho que seguiria alguns anos mais tarde, foram fundamentais para despertar nela o amor pela música. Na adolescência, Carola foi apresentada ao mundo da música eletrônica ao ser convidada por um primo a frequentar uma festa. Lá dentro, Carola apaixonou-se pela atmosfera provocante da música eletrônica, sentindo-se pertencente e acolhida, e foi a partir daquele momento que seu interesse em seguir pelo caminho artístico começou.
Incluída nessas festas, Carola buscava facilitar a participação de outras pessoas na cena de música eletrônica realizando excursões com um ônibus alugado, na intenção de ajudar outras pessoas a aproveitarem a energia das festas tanto quanto ela.

## Carreira
Sendo uma mulher negra e de periferia, diferente do modelo da grande maioria de DJs que faziam sucesso na época, foi difícil para Carola adentrar na indústria musical. Ela começou trabalhando em uma produtora de eventos, onde adquiriu experiência, e sem recursos para investir em cursos profissionalizantes na área, buscou conhecimento em blogs e vídeos do YouTube, decifrando os mistérios de dominar as técnicas de produção musical. Neste caminho, Carola fez um grande amigo e também apoiador do seu trabalho, Kohen, respeitado produtor musical brasileiro. 

## Trajetória
Primeiros hits:
Iniciou sua carreira com destaque para a faixa "Come With Me", lançada pela gravadora Armada Music, e o lançamento de seu primeiro videoclipe da faixa "Luchadora".
Reconhecimento Internacional:
- Em 2020, tornou-se a primeira mulher produtora musical no mundo a lançar pela STMPD Records, gravadora de Martin Garrix.[8]
- Ganhou o apoio de David Guetta, um dos maiores nomes na indústria de música eletrônica.[9][10]
- Em 2022, estreou no Tomorrowland Bélgica a convite de Martin Garrix.[11][12]

Apresentações em Festivais:
- Apresentou-se em festivais renomados como Tomorrowland Bélgica[12], Rock in Rio, Lollapalooza Brasil, Lollapalooza Chicago, EDC Las Vegas, EDC Orlando, Tomorrowland Brasil e Hard Fest.
- Em 2023, foi uma das únicas artistas brasileira de música eletrônica a se apresentar no Lollapalooza Chicago.[13]
- Participou de uma turnê nos Estados Unidos, onde se apresentou em mais de 20 shows, a convite do duo norte-americano Sofi Tukker. [14]
- É representada pela agência UTA nos EUA, ao lado de artistas como Post Malone, M.I.A., e Zhu[15].
- Lançou as faixas "Safer Place" e "Work My Body", que foram incluídas na trilha sonora do jogo Rocket League.[16][17]

Prêmios e Reconhecimento:
- Em 2022, foi eleita uma das melhores artistas de música eletrônica do ano pela Amazon Music Brasil e EDM.com. [18][19]

## Discografia

### Principais Singles:
| Track                            | Ano  | Gravadora                          |
| Back To The Old School           | 2023 | Tomorrowland Music (TML)           |
| 5th Symphony                     | 2023 | Musical Freedom (Tiesto)           |
| Enemy                            | 2023 | Thrive                             |
| Move For Me (com Libutti)        | 2023 | InRotation (Insomniac Music Group) |
| Welcome To The Future (com KVSH) | 2022 | STMPD                              |
| Come With Me                     | 2021 | Armada (Armin Van Buuren)          |